# Nydia Velázquez
Nydia Margarita Velázquez (nacida el 28 de marzo de 1953) es una política estadounidense que ha servido en la Cámara de Representantes de los Estados Unidos desde 1993. Velázquez, demócrata por Nueva York, es la primera mujer puertorriqueña en ser elegida para el Congreso, y fue la presidenta del Caucus Hispano del Congreso hasta el 3 de enero de 2011. Su distrito, localizado en Nueva York, fue numerado 12.º distrito de 1993 a 2013 y 7.º distrito desde 2013.

## Primeros años, educación y carrera
Velázquez nació en Yabucoa, Puerto Rico el 28 de marzo de 1953. Se crio en Yabucoa en una pequeña casa en el Río Limón, una de nueve niños. Su padre Don Benito Velázquez era un trabajador pobre en los campos de caña de azúcar quien se convirtió en un activista político autodidacta y fundador de un partido político local. Las conversaciones políticas a la hora de la cena se centraban en los derechos de los trabajadores. Su madre era Doña Carmen Luisa Serrano.
Velázquez asistió a escuelas públicas y se saltó tres cursos cuando era niña. Se convirtió en la primera de su familia en graduarse en el instituto. Se convirtió en estudiante en la Universidad de Puerto Rico, Río Piedras a los 16 años. En 1974, se graduó en ciencias políticas, magna cum laude, y se convirtió en profesora. Mientras estaba en la universidad, Velázquez apoyó la independencia de Puerto Rico; para cuando se presentó al Congreso en 1992, Velázquez ya no abordó más el tema, "diciendo que debe quedar en manos del pueblo puertorriqueño."
En 1976, Velázquez obtuvo su máster en ciencias políticas por la Universidad de Nueva York. Posteriormente, sirvió como instructora de ciencias políticas en la Universidad de Puerto Rico en Humacao desde 1976 hasta 1981. Después de regresar a la Ciudad de Nueva York, Velázquez fue profesora adjunta de Estudios puertorriqueños en el Hunter College de 1981 a 1983.

## Carrera política
En 1983, Velázquez era asistente especial del Representante Edolphus Towns, representante demócrata del 10.º distrito congresional de Nueva York en Brooklyn.
En 1984, Velázquez fue nombrada por Howard Golden (el entonces Presidente del Condado de Brooklyn y presidente de la organización Demócrata de Brooklyn) para llenar una vacante en el Ayuntamiento de Nueva York, convirtiéndose en la primera mujer hispana en servir en el Ayuntamiento. Velázquez se presentó en las elecciones al Consejo en 1986, pero perdió.
De mayo de 1986 a julio de 1989, Velázquez fue la directora nacional de la Oficina de la División de Migración del Departamento de Trabajo y Recursos Humanos de Puerto Rico. Desde 1989 hasta 1992, fue nombrada por el Gobernador de Puerto Rico como directora del Departamento de Asuntos de la Comunidad Puertorriqueña en los Estados Unidos. En este papel, según un perfil de 1992 del New York Times, "Velázquez solidificó su reputación esa noche como una mujer inteligente y políticamente inteligente que entendía el valor de la solidaridad y la lealtad a otros políticos, líderes comunitarios y trabajadores organizados."
Velázquez fue pionera de Atrévete Con Tu Voto, un programa que tenía como objetivo empoderar políticamente a los Latinos en los Estados Unidos de América a través del registro de votantes y otros proyectos. El proyecto Atrévete se propagó de Nueva York a Hartford, Connecticut, Nueva Jersey, Chicago y Boston, ayudando a los candidatos hispanos a asegurar victorias electorales.

### Puerto Rico
Velázquez ha sido defensora de los derechos humanos y civiles de las personas puertorriqueñas. A finales de la década de los 90 y los años 2000, fue líder del movimiento Vieques, el cual buscaba que las Fuerzas Armadas de los Estados Unidos dejasen de usar la isla habitada como campo de pruebas para bombas. En mayo de 2000, Velázquez fue una de las casi dos mil personas arrestadas (incluyendo al compañero congresista Luis Gutiérrez) por negarse a abandonar el hábitat natural que el Ejército de los EE. UU. deseaba seguir utilizando como campo de tiro. Velázquez finalmente tuvo éxito: en mayo de 2003, la Instalación de Entrenamiento de Armas de la flota atlántica en la isla de Vieques se cerró; y en mayo de 2004, la última base restante de la Armada de los EE. UU. en Puerto Rico, la Roosevelt Roads Naval Station (la cual daba trabajo a 1000 contratistas locales y aportaba 300 millones de dólares a la economía local) se cerró.

## Cámara de los Representantes de los Estados Unidos de América

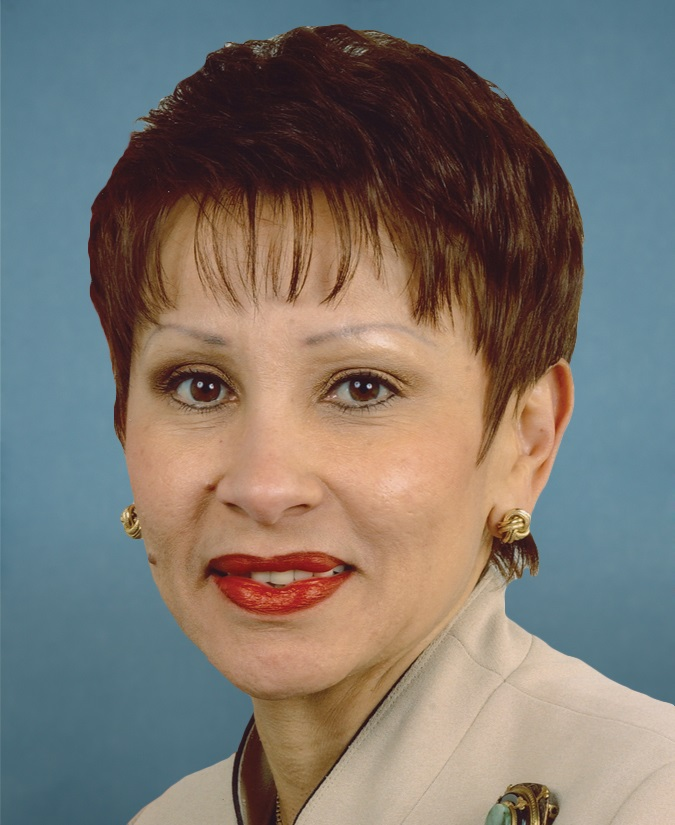
Retrato oficial de la congresista Velázquez para el 113.º Congreso.

### Elección de 1992
Velázquez se postuló para el Congreso en la elección de 1992, buscando un asiento del nuevo 12.º distrito congresional de Nueva York, el cual era un distrito de mayoría hispana. Velázquez ganó las primarias democráticas, derrotando al titular de nueve mandatos Stephen Solarz y a cuatro candidatos hispanos.

### Posesión
En 2003, Hispanic Business Magazine la honró con su primer premio "Mujer del Año", citando su apoyo a los propietarios de pequeñas empresas. Como representante, Velázquez se ha centrado en construir una agenda legislativa que presiona para incrementar las oportunidades de los 47 millones de hispanos de la nación, incluyendo los más de 2.3 millones de hispanos que actualmente residen en la Ciudad de Nueva York.
A lo largo de su carrera como representante de Nueva York, Velázquez ha apoyado consistentemente y completamente grupos de interés de proelección y de planificación como NARAL Pro-Choice America y Planned Parenthood. Velázquez ha mostrado consistentemente apoyo a la Unión Nacional de Granjeros. No ha mostrado ningún apoyo a los grupos de intereses que están en contra de los derechos de los animales.
En 2009, Velázquez votó contra la enmienda Prohibir los Servicios de Aborto Financiados por el Gobierno Federal. En el año pasado, Velázquez ha apoyado la Administración de Agricultura, Desarrollo Rural, Comida y Drogas, y Agencias relacionadas, la Asociación de Beneficios del Desempleo, y la Extensión de Beneficios del Desempleo. Velázquez también ha votado consistentemente a favor de proyectos de ley intentando fortalecer los derechos de las mujeres, tales como la Enmienda de Ley de Discriminación Laboral, el Proyecto de Ley de Igualdad Salarial, y la Inclusión de asignaciones consolidadas.
El 29 de septiembre de 2008, Velázquez votó a favor de la Ley de Estabilización Económica de Urgencia de 2008. El 19 de noviembre de 2008, la congresista Velázquez fue elegida por sus iguales en el Caucus Hispano del Congreso (CHC) para liderar al grupo al 111.º Congreso.
Antes de quitar su nombre de consideración, fue considerada como posible candidata al Senado de los Estados Unidos por el Gobernador David Paterson después de que la senadora de Nueva York Hillary Clinton fuese nombrada para el gabinete del Presidente Barack Obama.
Fue la primera mujer hispana en servir en el Ayuntamiento de la Ciudad de Nueva York, la primera mujer puertorriqueña en servir en el Congreso, la primera miembro de alto nivel demócrata del Comité de Pequeña Empresa de la Cámara. Velázquez se convirtió en la primera mujer en presidir el Comité de Pequeña Empresa de la Cámara en enero de 2007 así como en ser la primera mujer hispana en presidir un comité permanente en la Cámara.

### Asignaciones del comité
- Comité de Servicios Financieros;
  - Subcomité de Instituciones Financieras y Crédito al Consumo
  - Subcomité de Seguro, Vivienda y Oportunidad Comunitaria
- Comité de Pequeñas Empresas (Miembro de alto nivel).

### Membresía en caucus
- Caucus Hispano del Congreso[13]
- Caucus Progresista del Congreso[14]
- Caucus de Asuntos de Mujeres
- Caucus Urbano[15]
- Caucus Báltico de la Cámara[16]
- Caucus de las Artes del Congreso[17]
- Caucus Asiático Pacífico Estadounidense del Congreso[18]

Velázquez fue anteriormente miembro del Caucus del Congreso fuera de Irak.

### Campañas políticas
En 1992, Velázquez derrotó al congresista titular Stephen Solarz en las primarias y fue elegida para la Cámara de Representantes de los Estados Unidos de América, representando al 12.º distrito congresional de Nueva York, y se convirtió en la primera mujer puertorriqueña miembro del Congreso. El extenso distrito 12.º abarca partes de Brooklyn, Queens y Lower Manhattan. Incluye vecindarios como Ridgewood, Maspeth y Woodside en Queens; Bushwick, Williamsburg, Red Hook, y Sunset Park en Brooklyn; y parte del Lower East Side. También se convirtió en la primera mujer hispana en servir como Miembro Demócrata del Comité de la Pequeña Empresa de la Cámara de Representantes. El comité supervisa programas federales y contrata un total de 200 billones de dólares anualmente. También sirve en el Comité de Servicios Financieros de la Cámara.
2010
Los ingresos de la campaña de 2010 de Velázquez fueron 759 359 dólares. Terminó la campaña con 7736 dólares de deuda. Sus mayores contribuyentes son Goldman Sachs, la Asociación de Banqueros Estadounidenses, la Asociación Nacional de Contratistas de Techo y la Asociación Cooperativa Nacional de Teléfono.
2012
Velázquez, que fue redistribuida al 7.º distrito congresional, derrotó a sus contendientes demócratas para ganar la nominación demócrata. Sus mayores contribuidores son Goldman Sachs, la Asociación de Banqueros Estadounidenses y la Comunidad Independiente de Banqueros de Estados Unidos de América.

### Controversia
Velázquez ha sido criticada principalmente por sus oponentes en las primarias Jeff Kurzon por sus estrechos vínculos con la banca y con su renuencia a apoyar las medidas de reforma y transparencia. Una gran mayoría de las contribuciones de su campaña vinieron de bancos, incluyendo Goldman Sachs y la Asociación de Banqueros Estadounidenses. Los oponentes sugirieron que estas contribuciones influenciaron sus votos a favor de los rescates y en contra de las medidas de reforma y transparencia. Además de apoyar a las bancas privadas, la señora Velázquez votó contra los esfuerzos bipartidistas de la Cámara para auditar la reserva federal en 2009 y en 2012.

## Vida personal
Velázquez se casó con el impresor de Brooklyn Paul Bader in 2000. Era el segundo matrimonio de ella. En noviembre de 2002, Bader fue contratado por el controlador de la ciudad Bill Thompson como gerente administrativo en la Oficina de Derecho y Adjudicaciones, junto a Joyce Miller, esposa del representante demócrata Jerrold Nadler, y Chirlane McCray, esposa del concejal Bill de Blasio. En 2010, Velázquez y Bader estaban en proceso de divorcio.
En octubre de 1992, durante su primera campaña para la Cámara de Representantes, una o varias personas desconocidas en el Saint Clare's Hospital en Manhattan enviaron un fax anónimamente a la prensa con el historial médico de Velázquez, en el cual aparecía un intento de suicidio en 1991. En una conferencia de prensa posterior, Velázquez reconoció que había intentado suicidarse ese año mientras sufría depresión clínica. Velázquez dijo que se sometió a asesoramiento y que "emergió más fuerte y más comprometida al servicio público." Expresó indignación por la filtración de su historial médico y pidió al Fiscal del Distrito de Manhattan y al Abogado General del estado que lo investigasen. Velázquez demandó al hospital en 1994, alegando que el hospital no había protegido su privacidad. La demanda se resolvió en 1997.
Su apodo es "la Luchadora".